# Jean-François Berthelier

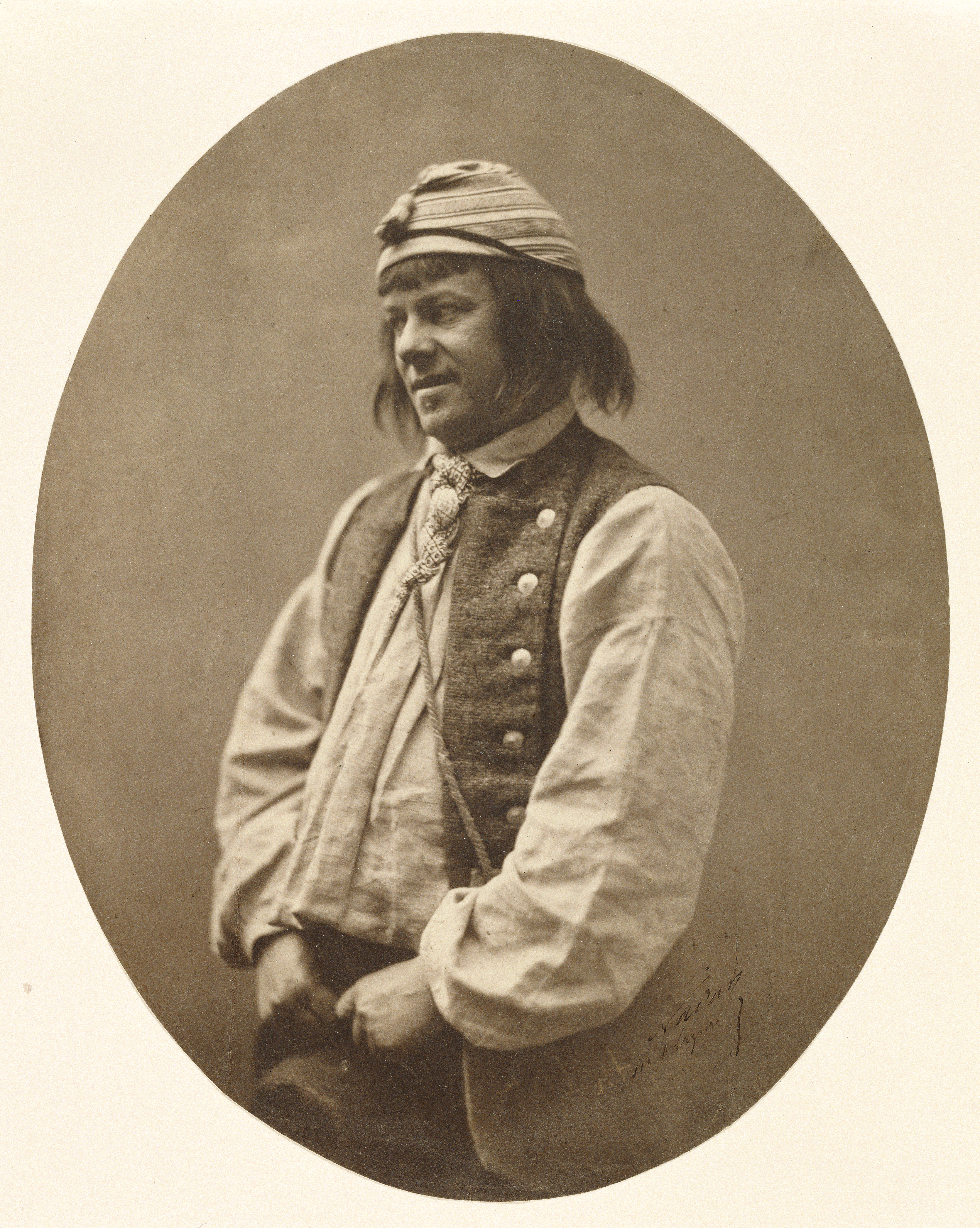
Berthelier fotografiado por Nadar

Jean-François-Philibert Berthelier (14 de diciembre de 1830 - 29 de septiembre de 1888) fue un actor y cantante francés, que realizó numerosos papeles de tenor ligero en opéra comique y opéra-bouffe.

## Biografía
Berthelier nació en Panissières, fue hijo de un notario. A los once años quedó huérfano y fue a vivir con una familia de acogida. Al principio trabajó como oficinista en una librería en Lyon, donde apareció en el escenario como un extra en el Théâtre des Célestins. Su hermosa voz se notó, e hizo su debut operístico como Fernando en La favorita en un pequeño teatro de provincia en Poitiers en 1849. Cuando ese teatro fue cerrado, se trasladó a París, pero después de que se le negó la entrada en el Conservatorio de Música, retornó a cantar en cafés-concierto, sin éxito alguno. También compuso algunas canciones bajo el seudónimo Berthal.